# NGC 5115
NGC 5115 је спирална галаксија у сазвежђу Девица која се налази на NGC листи објеката дубоког неба.
Деклинација објекта је + 13° 57' 4" а ректасцензија 13h 23m 0,4s. Привидна величина (магнитуда) објекта NGC 5115 износи 13,9 а фотографска магнитуда 14,6. Налази се на удаљености од 83,263 милиона парсека од Сунца. NGC 5115 је још познат и под ознакама UGC 8408, MCG 2-34-10, CGCG 72-57, PGC 46754.